# Professeur Punchline
Albums de Seth Gueko
Bad Cowboy
(2013) Barlou
(2016)
Singles
1. Val d'Oseille
Sortie : 3 septembre 2015
2. Chintawaz (feat. Gradur)
Sortie : 21 septembre 2015
3. Delicatessen
Sortie : 16 octobre 2015
4. Seth Gueko Bar
Sortie : 30 octobre 2015
5. Homme des neiges (feat. Niska)
Sortie : 12 novembre 2015
6. Titi Parisien
Sortie : 27 novembre 2015
7. Joey Starr RMX
Sortie : 28 janvier 2016

Professeur Punchline est le quatrième album studio de Seth Gueko, il est sorti le 6 novembre 2015.
Il a été comptabilisé à plus de 45 000 exemplaires vendus[réf. souhaitée] à ce jour.

## Liste des titres
| No  | Titre                                  | Producteur(s)          | Durée |
| --- | -------------------------------------- | ---------------------- | ----- |
| 1.  | Gros dérapage                          | Hits Alive             | 4:00  |
| 2.  | Val d'Oseille                          | Cody Macfly            | 3:55  |
| 3.  | Mr. l'agent                            | Hits Alive             | 4:36  |
| 4.  | Delicatessen                           | HD Hitz                | 3:46  |
| 5.  | Chintawaz (feat. Gradur)               | Cody Macfly            | 3:50  |
| 6.  | Seth Gueko Bar                         | Medeline               | 3:29  |
| 7.  | La meuf du moment (feat. Misa)         | Koudjo                 | 3:06  |
| 8.  | Chantilly Nutella                      | Hits Alive             | 3:26  |
| 9.  | Comme on fait (feat. Lacrim)           | DN                     | 3:44  |
| 10. | Les démons de Jésus                    | Hits Alive             | 3:16  |
| 11. | Titi Parisien                          | DN                     | 4:04  |
| 12. | Homme des neiges (feat. Niska)         | Cody Macfly            | 4:03  |
| 13. | Joey Starr RMX                         | DJ Weedim              | 3:15  |
| 14. | Ça fonctionne (feat. Alkpote)          | DJ Weedim              | 4:18  |
| 15. | Gros gamin                             | Yoroglyphe, Hits Alive | 4:02  |
| 16. | Boulette en métal (feat. Sadek & Joke) | Hits Alive             | 5:03  |
| 17. | Paracétamol                            | Hits Alive             | 3:33  |

## Classement hebdomadaire
| Classements (2015)           | Meilleure position |
| ---------------------------- | ------------------ |
| France (SNEP)                | 12                 |
| Belgique (Wallonie Ultratop) | 45                 |